# Joseph Trumbull

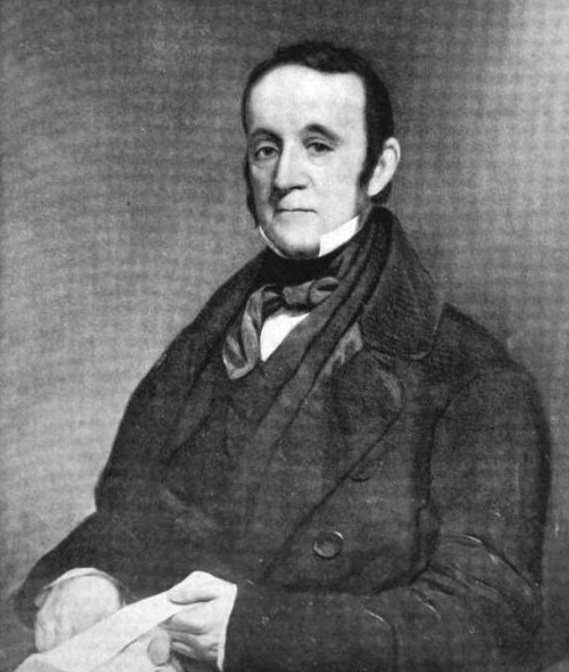
Joseph Trumbull

Joseph Trumbull (* 7. Dezember 1782 in Hartford, Connecticut; † 4. August 1861 ebenda) war ein US-amerikanischer Politiker und von 1849 bis 1850 Gouverneur des US-Bundesstaates Connecticut. Er war Mitglied der Whig Party.

## Frühe Jahre und politischer Aufstieg
Joseph Trumbull war der Enkel von Connecticuts Kolonialgouverneur Jonathan Trumbull Sr. (1769–1784) und der Neffe von Connecticuts Gouverneur Joseph Trumbull Jr. (1797–1809). Er graduierte 1801 an der Yale University, studierte anschließend Jura und erhielt dann 1803 seine Zulassung als Anwalt. Trumbull hatte eine erfolgreiche Anwaltspraxis in Hartford, wo er auch zwischen 1828 und 1839 als Präsident der Hartford Bank tätig war. Er entschloss sich recht spät in die Politik zu gehen. 1832 kandidierte er für einen Sitz im Repräsentantenhaus von Connecticut und siegte. Er wurde auch noch 1848 für eine weitere Amtszeit wiedergewählt. Zwei Jahre später, 1834, wurde er ausgewählt, um eine freie Stelle im US-Repräsentantenhaus zu füllen. Dort war er bis 1835 tätig sowie zwischen 1839 und 1843.

## Gouverneur von Connecticut
Trumbull gewann 1849 die Gouverneursnominierung der Whigs und wurde im selben Jahr durch eine Legislativabstimmung (122 zu 110) zum Gouverneur von Connecticut gewählt. Während seiner Amtszeit wurde die staatlich reguläre Schule gegründet. Trumbull entschied sich nicht noch einmal für das Gouverneursamt zu kandidieren, blieb aber weiter im öffentlichen Dienst tätig.

## Weiterer Lebenslauf
Er wurde 1851 noch einmal in Connecticuts Abgeordnetenhaus gewählt. Trumbull verstarb am 4. August 1861 und wurde auf dem Old North Cemetery in Hartford beigesetzt. Er war zweimal verheiratet und zwar einmal mit Harriet Champion und das andere Mal mit Eliza B. Storrs. Aus den Verbindungen gingen zwei Kinder hervor.

## Ehrungen
Joseph Trumbull erhielt 1849 von der Yale University einen Doctor of Laws ehrenhalber.